# 章莹颖绑架谋杀案
章莹颖绑架谋杀案，是美国伊利诺伊大学厄巴纳-香槟分校的一名訪問學者、來自中國北京大學环境与能源学院的碩士章瑩穎，於2017年6月9日在美国伊利诺伊州厄巴纳－香槟市被該校硕士布伦特·克里斯滕森（Brendt Allen Christensen）绑架、强奸、谋杀的案件。克里斯滕森於2017年6月30日被美国联邦调查局（FBI）逮捕，最终於2019年7月18日因判定犯有绑架致人死亡罪等被判終身監禁，不得假釋。

## 受害者
章莹颖（1990年12月20日—2017年6月9日），福建省南平市建阳区人，伊利诺伊大学厄巴纳-尚佩恩分校访问学者，北京大学硕士，高中就读于福建省建阳第一中学，2013年本科毕业于中山大学环境科学与工程学院，2016年硕士毕业于北京大学环境与能源学院，2016至2017年在中国科学院客座学习，2017年4月作为访问学者前往伊利诺伊大学厄巴纳-香槟分校交流学习。

## 经过
当地时间2017年6月9日下午，章莹颖乘坐香槟-厄巴纳公共交通区厄巴纳线城巴前往校外公寓，计划签署公寓租约，但迟到。同日下午1点39分，她向租赁仲介发短信，通知他们她会在2点10分左右抵达。同日1点52分，她打算转乘另一趟巴士，但不知道公交站的地点。约四分钟后，她试图拦下一辆巴士，但车子是从反方向驶来，径直从她身边驶过。
之后，她走到数个街区外位于北古德温大道（North Goodwin Avenue）和西克拉克街（West Clark Street）拐角处的另一个公交站。该站位于该校伊利诺伊大学厄巴纳-香槟分校传媒学院的公共电视网和电视台WILL的正前方，位置交通便捷，许多工程学院的学生上课时都从这里进出。该公交站所属的公交路线能直接带她到她所租住的公寓楼，但只在秋季和春季学期才会运营，夏季则暂停运营。
监控画面显示，6月9日下午2点，一辆黑色欧宝亚特轿车从她身边经过，之后车子转回去，2点03分停在她等车的地方。和司机简单交谈几句后，她上了车，之后再也没有人见过她。失踪时，她戴着木炭色棒球帽，穿着粉红色间白色上衣、牛仔裤和白色网球鞋，背着黑色背囊。
6月9日下午2点28分，仲介向她发短信，但没有回应。随着时间的流逝，知道章莹颖去公寓楼目的的好友和一名副教授愈发担心，希望她能尽快回来。同日晚上9点24分，副教授报警。

## 调查
2017年6月30日，美國警方宣佈已拘捕一名白人男子，又稱章可能已死亡。嫌犯名叫布伦特·克里斯滕森（Brendt Christensen），案发前5月中旬刚拿到伊利诺伊大学物理学系的硕士学位，原本打算念博士。
7月3日，美国伊利诺伊州中部地区联邦法院对章莹颖案举行首次法庭聆讯，历时9分钟，期间嫌疑人克里斯滕森全程保持沉默。随后法庭宣布嫌疑人暂不得保释，在下次庭审前要继续收押；并确定当地时间5日下午举行第二次聆讯。
7月5日，美国联邦法院对嫌犯克里斯滕森进行第二次聆讯，并以对社区具有重大潜在危险为由，裁定拒绝嫌疑人的保释请求。克里斯滕森将继续被联邦执法机关羁押，直到7月14日的预审日，或大陪审团签发起诉书提起公诉时。

## 司法程序

### 起诉
2017年7月12日，美国联邦大陪审团正式以绑架案起诉嫌疑人布伦特·克里斯滕森，原定同月14日进行的预审取消；大陪审团先行通过表决，签发正式起诉书。起诉书指控被告克里斯滕森在2017年6月9日“故意且非法地抓走、监禁、诱骗、绑架以及掳走章莹颖，之后出于自己的利益和目的，将章莹颖困住，并在犯罪中使用了跨州手段、物品等，进行进一步侵害”。
克里斯滕森于7月20日接受法庭提审时否认指控，并表示自己正在服用镇静剂氯硝西泮，随后辩护律师安东尼·布鲁诺（Anthony Bruno）要求由陪审团审理此案。下一次审前听证会时间定于8月28日的下午，审判日期为9月12日。如果绑架罪名被判成立，被告面临最高的刑罚是终身监禁和25万美元罚款。
9月8日，联邦法庭法官科林·布鲁斯（Colin Bruce）批准了被告辩护律师团退出审讯的申请。这三名律师，汤姆·布鲁诺（Tom Bruno）、安东尼·布鲁诺和伊万·布鲁诺（Evan Bruno），是当时被告的全部辩护律师。随后法庭因被告收入过低，为其指派了公共辩护律师。这名来自华盛顿特区的律师在申明中称，其目标是阻止司法部在本案中授权使用死刑，若无法阻止死刑授权，则希望能赢得庭审。审判定于次年2月7日进行。
10月3日，斯普林菲尔德联邦大陪审团重新起诉克里斯滕森。新的起诉取代了7月12日最初的起诉，指控被告克里斯滕森三项罪名，第一项是将绑架罪升格为绑架致人死亡罪，另外两项是向联邦调查局特工提供虚假陈述。大陪审团还发布了针对第一项指控的特别调查结果通知书，指控被告故意谋杀章莹颖，称他采用特别令人发指的、残忍的或道德败坏的手段犯下罪名，酷刑或身体上严重虐待受害人，被告在实质策划和预谋后犯下罪行，导致他人死亡。两项向联邦调查局特工作虚假陈述的罪名若被定罪，可判处五年监禁。如果绑架致人死亡罪被定罪，则被告将面临死刑或终生监禁。

### 庭审推迟
2018年1月初，被告辩护方对联邦法院管辖权提出异议，认为该案应完全由伊利诺伊州法庭管辖，从而完全排除联邦法院管辖权。依伊利诺伊州法，州法院无法做出死刑判决而联邦法庭可以做出死刑判决，因此若管辖权争议成立，被告即使被判有罪也不会受到死刑裁决。
1月19日，在联邦司法部长杰夫·塞申斯指令下，联邦检察官提交了寻求死刑意向书，并宣布将在本案中寻求死刑判决。在声明中，检察官还宣布他们怀疑克里斯滕森参与了2013年伊利诺伊州中部一起伤害与性侵案件，并称克里斯滕森承认“有不止一名受害者”并表示自己“渴望以杀手身份留名”。
2月初，被告辩护方申请要求负责目前此案的联邦法官科林·布鲁斯回避，但未向公众公布理由。同时，被告辩护方亦申请推迟法庭辩论至少16个月以便辩护方做准备。辩护方声称对于这样复杂的案件，推迟16个月已经是最低限度的请求。

### 定罪判刑
2019年6月3日，章莹颖案在美国伊利诺伊中区联邦地区法院開庭審理。此次庭審將分為遴選陪審團成員、定罪、量刑三個階段，預計將耗時兩個月時間。
2019年6月12日，美国伊利诺伊中区联邦地区法院审理章莹颖被殺案時，兇嫌克里斯滕森被告辩护律师承认章莹颖被克里斯滕森殺害，同時兇嫌克里斯滕森女友录下的录音中，克里斯滕森承認自己使章莹颖窒息致死，並將其砍头。
2019年6月24日，美国伊利诺伊中区联邦地区法院陪审团認定兇嫌克里斯滕森绑架和谋杀罪名成立。
檢察官提出了一些加重量刑的依據支持死刑，認為章莹颖之死發生在另一起犯罪（綁架）期間，折磨她的方式「令人髮指，殘忍或墮落」，犯案有相當的預謀。另一方面，辯方提出了49個減刑因素，包括克里斯滕森的家族有精神病史，他本人酗酒和濫用藥物，以及處決他對他的家庭會造成的影響。陪審團本身還提出了另外兩個減刑因素：兩名陪審員認為克里斯滕森喝酒和服用抗抑鬱藥可能「導致嚴重的副作用」；五名陪審員認為，由於克里斯滕森「不是一個外向有魅力的人」，他不太可能「招募他人代他行兇」。2019年7月18日，因陪审团无法就死刑问题达成一致，凶犯克里斯滕森被判終身監禁，且不得假釋。章莹颖的父母和未婚夫到庭见证了宣判。

### 后续
在审判结束后，联邦检察官披露了他们所掌握的章莹颖遗体信息。这些信息由克里斯滕森在豁免协议（immunity agreement）下在2018年11月透过律师透露。克里斯滕森称，他在杀死章莹颖次日，将她的遗体放在三个垃圾袋里，再把这些垃圾袋扔在他公寓外的垃圾箱中。2019年8月，克里斯滕森律師透露，在克里斯滕森將章瑩穎抛尸之后，章莹颖的遗骸可能流落到伊利诺伊州弗米利恩縣的垃圾填埋场中。
2019年10月，克里斯滕森被转移至位于俄克拉荷马城的联邦监狱FTC Oklahoma City接受评估。12月上旬，克里斯滕森在位于肯塔基州Pine Knot的高戒备联邦监狱USP McCreary报到，开始服刑。2020年初，克里斯滕森被转移到位于佛罗里达州的高戒备联邦监狱USP Coleman II。

### 民事訴訟
克里斯滕森曾在案发前向伊利诺伊大学心理咨询室的两名社工进行心理咨询。章莹颖家属认为，两名心理咨询师没有做好辅导工作，从而导致章莹颖死亡，並向美國法院發起民事訴訟，起訴兩名社工。截至2020年6月底，美国两级法院先后驳回章莹颖家属的民事诉求。

## 爭議
2017年8月22日，章莹颖家人於案發後經學校建議及協助所設立的GoFundMe募款賬戶其捐款目標由美元1.5萬提升至50萬，並將目標從搜索章莹颖延展至支持她的家人在美生活所需，以及往後生活資助等中長期目標。此一舉動引發中國社群熱議。章莹颖家人於8月29日發表了針對此爭議的公開信，詳細說明款項的管理機制、用途、更動捐款目標緣由、明細流向，和更新章莹颖家人之近況。
因事件中的监控摄像头分辨率不足以辨认出嫌犯的车牌号，伊利诺伊州大学宣布在校园内增加高清监控摄像头。

## 纪念
在事件一周年时，伊利诺伊州大学组织了纪念活动。多家伊利诺伊州媒体报道称，在章莹颖最后被目击的地点将修建永久性的纪念公园或设施以纪念她。
2020年4月22日，Investigation Discovery電視頻道的真實犯罪系列劇《See No Evil》第6季第5集以本案為題材，名為《Far From Home》（《離家很遠》）。
2020年8月，纪录片《寻找莹颖》首映于第六届Middlebury新电影制作人节（Middlebury New Filmmakers Festival）。该影片记录了章莹颖父母在事件中追寻正义的历程。该影片后由维亚康姆CBS旗下的MTV娱乐集团（MTV Entertainment Group）发行。
2023年，章莹颖的父母在接受采访时表示，他们没有从凶手那里得到一分钱，也没有从大学（UIUC）那里得到一分钱；他们正在通过网络直播谋生、攒钱，准备返回美国，希望找到章莹颖的遗体。